# Angélina Smirnova
 Angélina Sergueïevna Smirnova (en russe : Энгели́на Серге́евна Смирно́ва) (4 février 1932 à Léningrad, actuellement Saint-Pétersbourg) est une historienne d'art russe ancien, docteur en histoire de l'art et professeure.

## Biographie
De 1948 à 1953 elle enseigne à la faculté d'histoire de l'université d'État de Saint-Pétersbourg. Puis elle rejoint des collègues au département d'art antique du Musée Russe (1953—1969). En 1965, elle défend sa thèse à l'Université d'État de Moscou sur « La peinture des terres de Novgorod la Grande situées autour du lac Onega du XIVe siècle au XVIIe siècle ». À partir de 1969, elle est collaboratrice scientifique principale de la section d'art russe ancien, de l'Institut d'Histoire de l'art de l'État. En 1979, elle défend sa thèse de doctorat à l'Université d'État de Moscou (Doktor nauk,correspondant au titre de docteur ès sciences) sur le sujet : « La peinture de Novgorod. Milieu du XIIIe siècle — début du XVe siècle ».
Depuis 1978, elle travaille à l'Université de Moscou à la faculté d'histoire de l'art. En 1988, elle est nommée professeure et titulaire de la chaire d'histoire de l'art russe ancien. En 1990 elle donne des conférences à l'Université de Milan, en Crète et dans d'importantes universités américaines.
En 2007 elle reçoit le prix Macaire Ier de Moscou. Depuis 2010 elle est conservatrice permanente des conférences internationales sur « les problèmes actuels de l'histoire de l'art ».

## Ouvrages académiques
Elle est l'auteure de plus de 150 publications scientifiques. Parmi celles-ci :
- collectif: Victor Lazarev, Подобедова, Ольга Ильинична (О. И. Подобедова. АН СССР. Institut d'histoire du ministère de la culture d'URSS /Институт истории искусств Министерства культуры СССР), Peinture de la région du Lac Onega XIV—XVI ss, М., Наука (издательство),‎ 1967, 188, [12] (в пер., суперобл.)
- Peinture de Novgorod / Живопись Великого Новгорода. Середина XIII — начало XV в. М., 1976./
- Peinture de Novgorod / Великого Новгорода. XV в. М., 1982. (B соавт. с В. К. Лауриной, Э. А. Гордиенко.)
- Icônes de Moscou /Московская икона XIV—XVII веков. Л., 1988. (Вышла также на англ., нем., франц. яз.)
- Fonti della Sapienza. Le miniature di Novgorod del XV secolo. Milano, 1996.
- La pittura russa. T. 1. Milano, 2001. (B соавт. с Сарабьянов, Владимир Дмитриевич|В. Д. Сарабьяновым)
- Icônes du Nord est de la Russie / Иконы Северо-Восточной Руси. Ростов, Владимир, Кострома, Муром, Рязань, Москва, Вологодский край, Двина. Середина XIII — середина XIV века // Центры художественной культуры средневековой Руси. М., 2004.
- « regard sur la peinture ancienne », «Смотря на образ древних живописцев…» Тема почитания икон в искусстве Средневековой Руси. М., 2007.

## Liens
- (ru) Страница на сайте /Государственный институт искусствознания|ГИИ
- (ru) Страница на сайте Université d'État de Moscou faculté d'histoire.
- (ru) Смирнова Энгелина Сергеевна